# Museo de la Inmigración

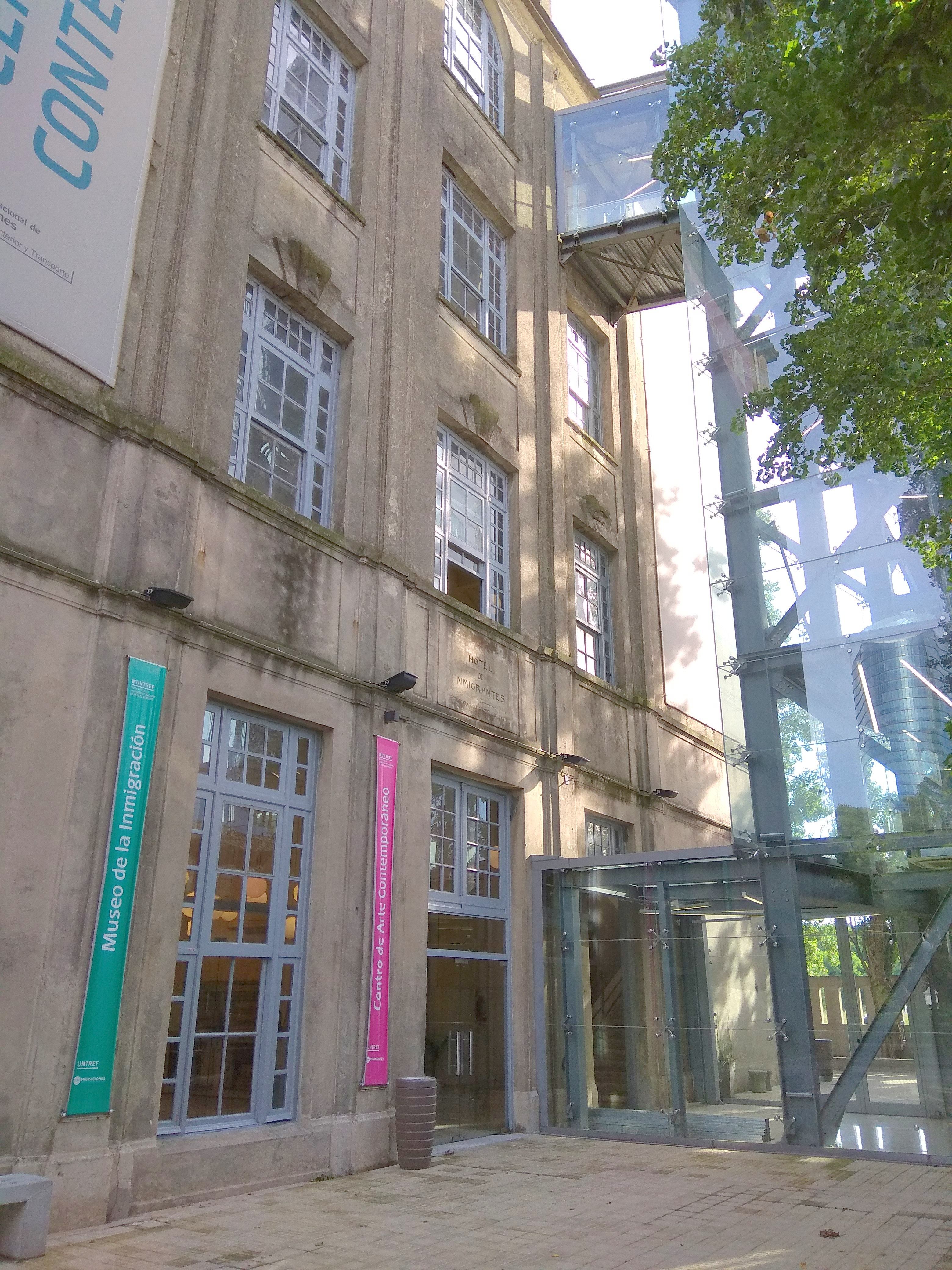
Museumseingang, Museo de la Inmigración Argentina, 2020.

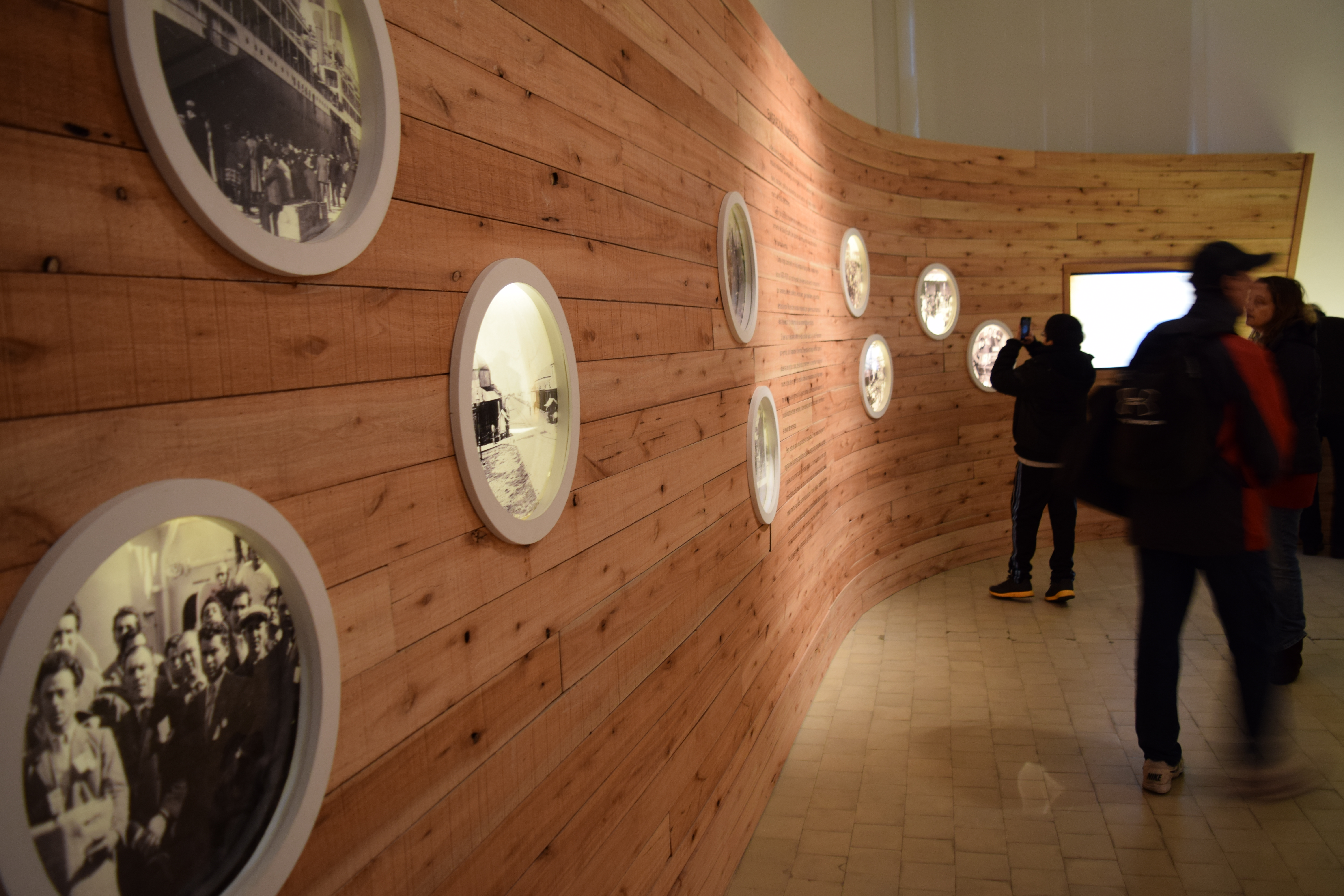
Museumsausstellung

Das Museo de la Inmigración ist das nationale argentinische Einwanderungsmuseum in Buenos Aires. Es befindet sich im Gebäude des ehemaligen Hotel de Inmigrantes.

## Das Museum
Das Museum wurde 1974 gegründet und thematisiert die Reise, Ankunft und Integration der aus Europa, Asien, Afrika und aus Südamerika stammenden Einwanderer in Argentinien. Das Museum wird von der Universidad Nacional de Tres de Febrero betrieben. Seit 2012 befindet sich das Museum im Hotel de Inmigrantes. 
Das Museum ist Kooperationspartner des Deutschen Auswandererhauses in Bremerhaven, da viele Deutsche nach Argentinien ausgewandert sind.

## Das Hotel de Inmigrantes
Das Gebäude Hotel de Inmigrantes ist ein ehemaliges Wohnheim für Neuankömmlinge in Buenos Aires. Angesichts steigender Zahlen von Einwanderern am Ende des 19. und zu Beginn des 20. Jahrhunderts errichtete die Stadt eine zentrale Unterkunft, die gleichzeitig einer der ersten Betonbauten der Stadt war. Der Bau begann 1905. Seit der Eröffnung 1911 bis zur Schließung 1953 waren dort insgesamt rund eine Million Immigranten untergebracht. Das Hotel de Inmigrantes bot nicht nur Unterkunft, sondern auch Essen, Arbeitsvermittlung und Kurse (z. B. für den Gebrauch landwirtschaftlicher Maschinen oder für Hauswirtschaft) an.

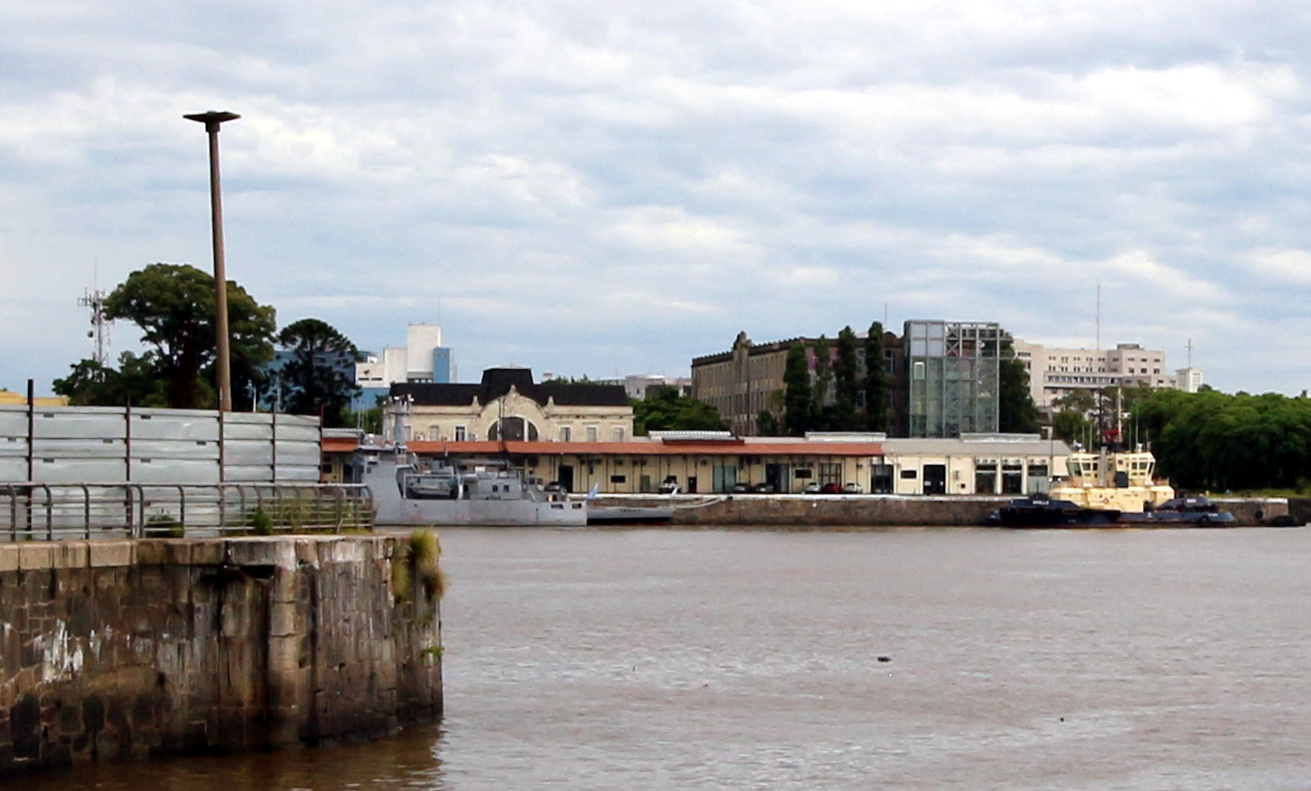
Seeansicht des Museums, 2019.

## Weblink
- offizielle Homepage